# الخلوة (الشرية)

تعديل مصدري - تعديل

الخلوة هي إحدى قرى عزلة آل غنيم بمديرية الشرية التابعة لمحافظة البيضاء، بلغ تعداد سكانها 50 نسمة حسب تعداد اليمن لعام 2004.